# Pauliström
Pauliström – miejscowość (tätort) w Szwecji, w regionie administracyjnym (län) Jönköping, w gminie Vetlanda.
Według danych Szwedzkiego Urzędu Statystycznego liczba ludności wyniosła: 220 (31 grudnia 2015), 250 (31 grudnia 2018) i 226 (31 grudnia 2019).